# روزهای زمستان
روزهای زمستان (انگلیسی: Winter Days) یک انیمه ژاپنی مبتنی بر شعرهای ماتسوئو باشو، به کارگردانی کیهاچیرو کاواموتو است که در سال ۲۰۰۳ منتشر شد.
این مجموعه، ۳۶ قسمت داشت که هر قسمت توسط یک اَنیماتور ساخته شده بود. از جمله انیماتورهای آن می‌توان به یوری نورشتاین (قسمت اول)، کیهاچیرو کاواموتو، برتیسلاو پویار و یوکو آسانو اشاره کرد.
فیلم منتشر شده شامل انیمیشن ۴۰ دقیقه‌ای است که با مستند «ساخت فیلم» به مدت یک ساعت ادامه می‌یابد، که در آن مصاحبه‌هایی با انیماتورها انجام شده است. «روزهای زمستان» در سال ۲۰۰۳ جایزه بزرگ جشنواره هنرهای رسانه‌ای ژاپن را برنده شد. در مراسم نخستین نمایش فیلم «روزهای زمستان» در سینماهای روسیه در ۳۰ نوامبر ۲۰۰۷، نورشتاین گفت که او نسخه طولانی‌تری از این بخش به مدت ۳ دقیقه ساخته است، اما هنوز صدا را به آن اضافه نکرده است.
هکو (یا بیت آغازین) از شعر ۳۶ بیتی باشو:
| (kyôku) kogarashi no mi wa chikusai ni nitaru kana | (بیت سودایی) در باد پژمرده این چی‌کوسای است که من به او شباهت دارم!! |